# رون هانسن (لاعب كرة قدم أمريكية)
رون هانسن (بالإنجليزية: Ron Hansen)‏ هو لاعب كرة قدم أمريكية أمريكي، ولد في 10 فبراير 1932 في نورثفيلد في الولايات المتحدة، وتوفي في 15 مارس 1993.

## وصلات خارجية
- رون هانسن على موقع مرجع كرة القدم المحترفة.كوم (الإنجليزية)